# Pavlov, Žďár nad Sázavou
Pavlov là một làng thuộc huyện Žďár nad Sázavou, vùng Vysočina, Cộng hòa Séc.